# سيورا ديكرز
سيورديت (سيورا) فيلمين ديكرز (بالهولندية: Sjoera Dikkers) (من مواليد 14 يوليو 1969 في ديفينتر) هي سياسية هولندية وناشطة سابقة. عملت ديكرز كعضوة في حزب العمل بهولندا (Partij van de Arbeid) وكانت نائبة في الفترة بين 17 يونيو 2010 و 23 مارس 2017. ركزت على قضايا مساعدات التنمية والسياسة التجارية.
في 25 أكتوبر 2016، ذهبت ديكرز في إجازة صحية وتم استبدالها مؤقتًا بريين فان دير فيلد، ومن 14 ديسمبر 2016 حتى 14 فبراير 2017 تم استبدالها بإيرمي أونفير.

## روايط خارجية
- (بالهولندية) House of Representatives biography